# 킹 허버트
킹 허버트(Marion King Hubbert, 1903년 10월 5일 ~ 1989년 10월 11일)는 미국의 지질학자이다.
1956년에 1970년대 초가 되면 석유생산량이 최대값에 달한 후 감소할 것이라고 전망했다.